# A1W (原子炉)
A1W はアメリカ海軍の艦艇向け発電・推進用原子炉のプロトタイプである。
型式の A1W は以下のような意味である。
- A = 航空母艦用
- 1 = 設計担当メーカにおける炉心設計の世代
- W = 設計担当メーカ（ウェスチングハウス）

この原子炉はウェスティングハウス・エレクトリックが製造し、アイダホ州アルコ近郊にあるアイダホ国立研究所（英語版）の敷地内の砂漠に設けられたアメリカ海軍原子炉施設（英語版）に設置されて1958年から運転が始まった。原子炉プラントにはA1W-AとA1W-Bの2つの炉心があったが、それぞれの炉心で発生した蒸気は主推進軸に接続された1台の蒸気タービンを駆動するように接続されていた。
A1Wの目的は海上のエンタープライズのシミュレートだったため、蒸気を艦載機の発艦を模擬する2台の復水器に流すこともできるようになっていた。また、主発電機で発電した電気は、艦内の電力負荷を模擬するため、水槽に浸した電極に通電することで消費するようになっていた。
70年代初めには、A1W-Bは試験のためニミッツ級航空母艦用原子炉（A4W）と交換された。 
この原子炉は、世界初の原子力空母エンタープライズ (CVN-65) に搭載されたA2Wの原型となった。
A1W は約34年にわたり乗組員の訓練に利用された後、1994年1月26日に運転停止された。

## 参考資料
- Stacy, Susan M (2000). "Proving the Principle, A History of The Idaho National Engineering and Environmental Laboratory, 1949-1999", (Chapter 10)